# Ronjgi
Ronjgi is een gehucht in Kroatië, circa 15 kilometer ten noordoosten van de havenstad Rijeka. Het maakt deel uit van de gemeente Viškovo. Ronjgi is gelegen in niet al te hoog, zacht golvend heuvelland. Het plaatsje is vooral bekend omdat het geboortehuis van de Kroatische componist Ivan Matetić Ronjgov (het laatste deel van zijn naam verwijst naar het plaatsje) er staat. Een deel van het geboortehuis is nu getransformeerd tot museum; de benedenverdieping herbergt een restaurant.